# Aeropuerto de Lethem

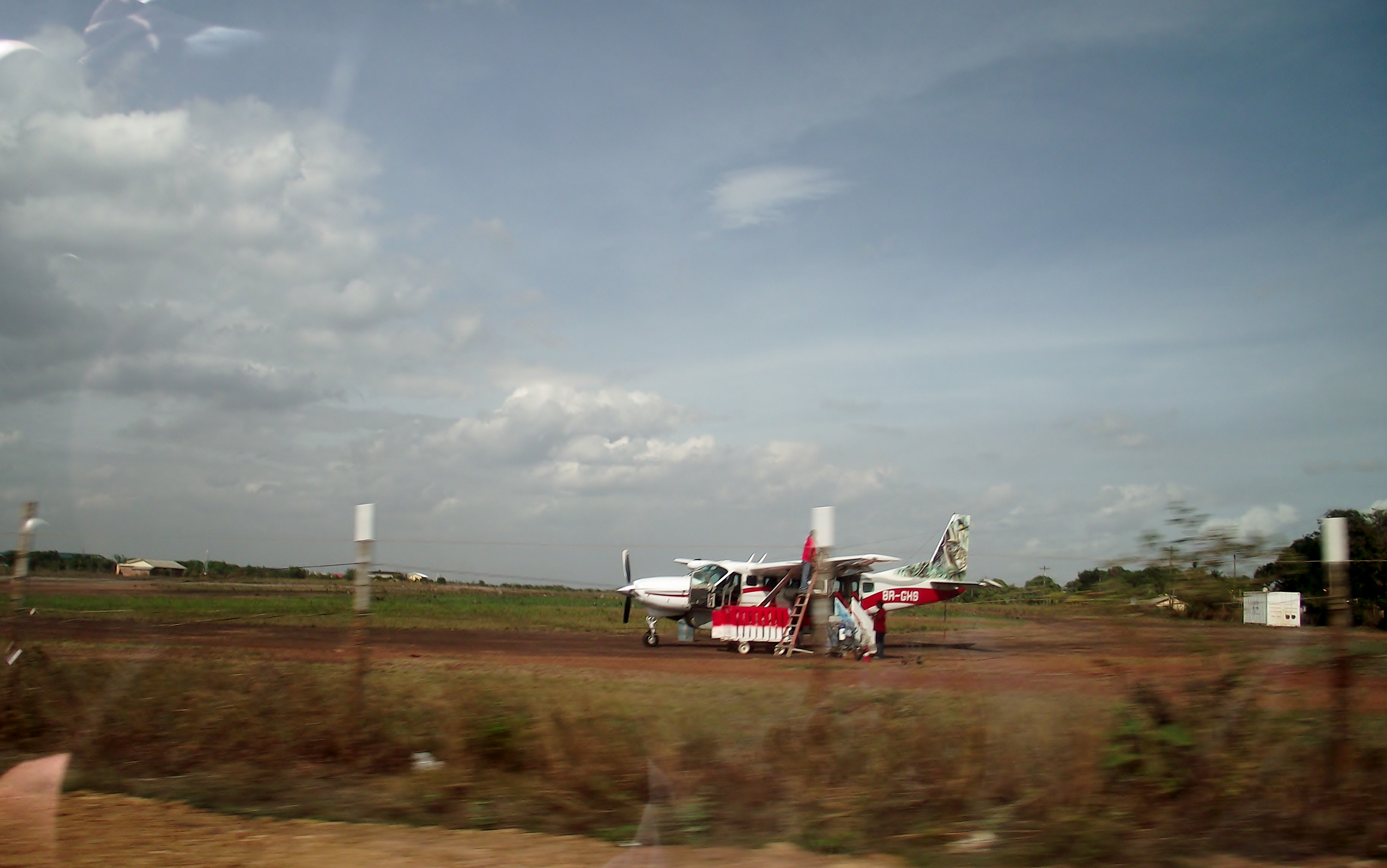
Aeropuerto de Lethem, Guyana.

El Aeropuerto de Lethem (en inglés: Lethem Airport; IATA: LTM, ICAO: SYLT)  es infraestructura aeroporturia que sirve a la localidad de Lethem, una ciudad en la región de Rupunini en Guyana.
El aeropuerto alcanza una elevación estimada de 351 pies (107 m) sobre el nivel medio del mar. Se trata de una pista 07/25 con una superficie de asfalto que mideos unos 5985 por 98 pies ( 1.824 m × 30 m).